# Kroon (regering)
De Kroon is de regering van een monarchie bestaande uit de koning en de ministers.

## Nederland
In Nederland is de Kroon de koning der Nederlanden in de uitoefening van een staatsrechtelijke taak onder ministeriële verantwoordelijkheid en de verantwoordelijke ministers.
Tot 1983 bepaalde de Grondwet dat ministers, commissarissen van de koning en burgemeesters door de koning werden benoemd of aangesteld ('kroonbenoeming'). Als gevolg van de invoering van de ministeriële verantwoordelijkheid in de periode 1840-1848 was de benoeming niet langer meer gebaseerd op de persoonlijke opvatting van de koning, maar kwam het initiatief en de verantwoordelijkheid voor het besluit bij een minister te liggen. 
De term Kroon geeft sinds 1983 de niet-persoonlijke rol van de koning bij dergelijke besluiten weer. Bij de algehele grondwetsherziening van 1983 is de term 'door de Koning' gewijzigd in het minder persoonlijke 'bij koninklijk besluit'.
Adviesraden voor de regering zoals de Raad van State, de Raad voor Cultuur en de SER hebben leden die door de Kroon worden benoemd: 'kroonleden'.
Het geldt als ongepast om meningsverschillen tussen de koning en de ministerraad publiek te maken. Dan wordt, zo heet het, de Kroon ontbloot. Dit zwijgen over de inhoud van de discussies tussen ministers of ministerraad enerzijds en de koning anderzijds is het geheim van Noordeinde. Voor 1984 was dat het geheim van Soestdijk.

### Koningschap
Tot 1983 werd in de Nederlandse Grondwet de term Kroon weliswaar gebruikt, maar dan als synoniem voor koningschap. Bijvoorbeeld artikel 11 (1972): De Kroon gaat bij erfopvolging over.

## Verenigd Koninkrijk
De Britten kennen een vergelijkbaar begrip: King-in-Council. Hiermee wordt de koning bedoeld als hij de uitvoerende macht bekleedt op het advies en de verantwoordelijkheid van haar Privy Council (geheimraad). Ook in het Brits staatsrecht is er geregeld sprake van de Britse Kroon, ministers van de Kroon en kroonkoloniën.